# Coco Boer
Pour les articles homonymes, voir Boer.
Le Coco Boer est une friandise à la réglisse, se présentant sous la forme d'une poudre destinée à être ajoutée à l'eau pour la préparation d'une boisson hygiénique. Il a été créé en 1902 par Jules Courtier, pharmacien au Pouzin en Ardèche. Inspiré par le coco des vendeurs de rue, son nom a été choisi en référence à la guerre des Boers qui alimentait les conversations de l'époque.
La production s'est arrêtée dans les années 1970. Une tentative pour relancer le produit en 1999 n'a pas été poursuivie, car la poudre s'agglomérait assez rapidement.
Depuis fin 2012, Coco Boer est de nouveau commercialisé.

## Prononciation
Bien que le Boer éponyme se prononce bour, la boisson se dit boèr comme le prouve le slogan publicitaire :
Quand il fait chaud 

Qu'est-ce qu'il faut ?

De l'eau de l'air 

Du Coco Boer

En toute saison

C'est une saine boisson.

## Composition
Le Coco Boer est produit à partir des racines de réglisse — rhizomes Glycyrrhiza glabra — racines qui sont broyées, macérées, et le mélange est par la suite déshydraté. Sans aucun ajout de sucre, cette poudre est ensuite parfumée principalement à l'anis. Diluée avec du bicarbonate de soude, elle est commercialisée à des pourcentages de concentrations différents 25 % et 15 %. 
La présentation commerciale était assurée en boîtes de 1 kg, 500 g et 250 g pour les consommations importantes et en sachets de 50 et 20 g pour utilisations familiales. Pour la confiserie, cette poudre était présentée en boîtes rondes en matière plastique avec couvercles métalliques et multicolores (boîtillards petit modèle et boîtillons grand modèle).
On achetait également le Coco Boer dans des tubes transparents, genre pailles en plastique, cela faisait partie des nombreuses confiseries vendues en boulangeries, avec notamment le "mistral gagnant" évoqué par Renaud dans sa chanson.
Les petites boîtes des années 1950 étaient tout en métal et difficiles à ouvrir. Le couvercle en couleur laquée était embouti et la marque apparaissait en relief. 
La composition officielle du Coco Boer est :
- glycyrrhizate de soude bicarbonate à 25 % environ de glyzine commerciale 97 % ;
- essences naturelles 3 % ;
- colorant 0,10 %.

On lit sur les boîtes le conseil ci-dessous :
« Verser de préférence l'eau sur la poudre. »

## Dans la chanson
- Le chanteur Renaud y fait allusion dans sa chanson Mistral gagnant, enregistrée en 1985 : « ... Te raconter surtout les carambars d'antan et les coco-boers ...».
- Daniela Lumbroso utilise le pseudonyme de Coco Boer pour enregistrer un 45 tours paru en 1988.
- Le groupe Svinkels y fait référence dans la chanson Krevard dans l'album Tapis rouge sorti en 1999.